# هیئت اعزامی خناسر
هیئت اعزامی خناسر (به ارمنی: Խանասորի արշավանքը، Khanasori arshavankë) عملیات فدائیان ارمنی علیه عشیره کرد مازریک در بیست و پنجم ژوئیه سال ۱۸۹۷ بود. در سال ۱۸۹۶، در دوران پس از دفاع از وان، عشیره مازریک در یک کمین بسیاری از مدافعان ارمنی شهر وان که در حال عقب‌نشینی به سوی ایران بودند را کشتار کرد. فدراسیون انقلابی ارمنی تصمیم گرفت که به دلیل این قساوت انتقام بگیرد و دست به تشکیل هیئت اعزامی خناسر زد.
حدود یک سال پس از حوادث در وان، فدراسیون انقلابی ارمنی برای نقش آن در کشتارهای سلطان عبدالحمید تصمیم به مقابله به مثل و «مجازات» قبیله مازریک کرد.